# Памфилов, Алексей Фёдорович
Алексе́й Фёдорович Памфи́лов (1848, Богородское — 19 марта 1909, Тюмень, Тобольская губерния) — русский промышленник в области масложировой промышленности, благотворитель, купец первой гильдии и потомственный почётный гражданин.

## Биография
Алексей Памфилов родился в 1848 году в селе Богородское Нижегородской губернии (ныне Воскресенского района Московской области). Окончил Богородское фабрично-заводское училище, а затем получил техническое образование в Москве.
В 1881 году приехал в Тюмень, чтобы принять участие в разделе совместного имущества, оставленного по завещанию его тёткой — тюменской купчихой первой гильдии А. М. Филимоновой. В итоге Алексей Памфилов остался жить в Тюмени. В этом же году Памфилов купил для житья дом у надворного советника Н. О. Котовского. Ныне на этом месте в Тюмени находится строительная академия, которая входит в состав индустриального университета.
У отца Алексея Памфилова в селе Успенском находилось текстильно-бумажное производство — Богородско-Успенский комбинат и Профсоюзом братьев А., В., К. и С. Памфиловых. Товариществом было принято решение выходить с капиталом на новые земли и Памфилов, как один из наследников, остался для этого в Тюмени.
По договору аренды Памфилову были предоставлены такие широкие права, что по сути дела он стал полновластным хозяином всего имения. Кроме того, Алексей Фёдорович приобрёл в Тюмени за рекой Тюменкой двухэтажный каменный дом с флигелем, садом и многочисленными службами. Он располагался по улице Никольской (ныне Луначарского) в приходе Кресто-Воздвиженской церкви по соседству с усадьбой мещанина Кухтерина.
По условиям раздела недвижимого имущества имение Чернореченское было разделено на две части в 1883—1886 годах. Половина имения вместе с усадьбой и пристроенными к нему постройками досталась Е. М. Памфиловой, а фактически — её сыну А. Ф. Памфилову. По договору аренды Памфилов получил такие широкие права, что фактически стал полноправным собственником всего имущества. Кроме того, Алексей Фёдорович купил в Тюмени вдоль реки Тюменки двухэтажный каменный дом с флигелем, сад и многочисленные службы. Он находился на улице Никольской (ныне Луначарского), в приходе Крестовоздвиженской церкви, рядом с имением мещанина Кухтерина.
В 1886 году в имении Чёрная Речка было несколько производств в небрежном состоянии — винокурня, три мельницы, бондарная, кузница, стекольный и гончарный заводы. Все постройки деревянные, одноэтажные. В том же году туда явился Памфилов. Из запущенных построек он в кратчайшие сроки создал образцовое хозяйство с паровой маслобойней и сыроварней, что полностью изменило профиль производства.
В марте 1886 года была создана молочная, сыроваренная и маслобойная ферма Памфиловых, ставшая первым предприятием с паровым машинным приводом в современном понимании, а не с кустарным ручным производством.
На берегу пруда в саду Алексей Памфилов построил двухэтажный деревянный дом с большой террасой. На другом берегу пруда находился дом Левитовых, ставший гостевым приютом для многочисленных друзей и родственников семьи Памфилова, в том числе для родителей супруги Алексея Фёдоровича Анны Яковлевны. В саду рядом с домом была спортивная площадка, а за ней вдалеке виднелась пасека. Отдавая дань традициям паркового пейзажа, Памфилов устроил в саду каменную пещеру с беседкой наверху. Зимой в Масленицу для своих и местных сельских детей организовывались катания на ледяных горках и санках. За огороженным садом находилось солидное здание сыроварни, построенное в 1888 году, в котором размещались помещения сыроварни, маслодельни, котельного, машинного, колодезного и холодильного отделений, а также здесь была лаборатория.
В 1887 году вместе с супругой получил медаль министерства государственных имуществ за участие в Губернской выставке сельских производителей. В 1895 году они получили большую серебряную медаль Курганской сельскохозяйственной и кустарной выставки «за хорошую постановку молочного хозяйства и устройство первой в Западной Сибири сыроварни и маслодельни, за сыры „бакштейн“ и „швейцарский“, за выведение прекрасных сортов хлебов, и стремление распространить их среди крестьян, за работы мастерской сельскохозяйственных орудий и машин, за растительные масла парового маслобойного завода». Тогда же паровой маслобойный завод стал обладателем большой серебряной медали Московского общества сельского хозяйства.
Спустя некоторое время А. Ф. Памфилов построил в соседнем селе Малая Балда (ныне Мичурино) начальное училище и народную библиотеку. В конце XIX века инспекция министерства просвещения отметила памфиловскую школу как одну из лучших в Тюменском уезде. В том же селе Памфилов построил на свои средства деревянную Всехсвятскую церковь с роскошным алтарём.
В Тюмени А. Ф. Памфилов выступил членом Тюменского общества попечения учащихся. За его труды и усердие в развитии местной тюменской промышленности, торговли и народного просвещения правительство наградило его орденами Святого Станислава III степени, Святой Анны и медалью «За усердие».
Скончался 19 марта 1909 года от разрыва сердца (инфаркта). Согласно официальному телеграфному разрешению тобольского епископа Антония «достопочтеннейшего Алексея Фёдоровича» похоронили в Малой Балде рядом с им построенной церковью. На могиле была установлена мраморная плита и памятный знак.

## Личная жизнь
Жена — Анна Яковлевна Памфилова (урождённая Вардроппер; 1861, Екатеринбург — 1920, Тобольск), дочь известных в Тюмени английских подданных, предпринимателей и судовладельцев Джеймса (Якова) Романовича Вардроппер и Агнессы Вильгельмовны (Васильевны) Вардроппер, урождённой Кэркхоуп. Родилась в городе Домбартон в Южной Шотландии, скончалась в Тюмени в 1915 году. Яков Вардроппер умер и похоронен в Тюмени в 1897 году. Знакомство А. Ф. Памфилова с ней произошло в Екатеринбурге в одну из его поездок в этот город. Анна Памфилова оказалась «на редкость деятельной и предприимчивой женщиной, энергичной настолько, что почётное звание первооткрывателя сибирского маслоделия она разделяет со своим супругом почти наравне».
В семье Памфиловых было девять детей. Все летние и зимние каникулы они проводили в Чёрной речке. Родители дали им прекрасное по тем меркам образование: гимназия в Тюмени, немецкий пансион в Дерпте (ныне Тарту), английский пансион в Лондоне.